# 전라남도의 문화재자료 (제201호 ~ 제300호)
전라남도 문화재자료는 대한민국의 문화재자료 중에서 전라남도에 있는 것을 가리킨다.

## 지정 목록

### 제201호 ~ 제300호
| 번호  | 사진 | 명칭                                                                                  | 소재지                                                   | 관리자 (단체)                  | 지정일                                                                    | 참조 |
| 201호 |      | 영광임진수성록 (靈光壬辰守城錄)                                                       | 전남 영광군 불갑면 쌍운리 296                            | 영광군                         | 1998년 2월 5일 지정                                                       |      |
| 202호 |      | 여수호좌수영수성창설사적비 (麗水湖左水營守城創設事蹟碑)                               | 전남 여수시 연등1길 42-5(연등동)                         | 여수시                         | 1998년 8월 13일 지정                                                      |      |
| 203호 |      | 여수절도사안숙사적비 (麗水節度使安潚事蹟碑)                                           | 전남 여수시 연등동 436-2                                 | 여수시                         | 1998년 8월 13일 지정                                                      |      |
| 204호 |      | 여수고락산성 (麗水鼓樂山城)                                                           | 전남 여수시 둔덕동 산176,177, 미평동 115, 문수동 산53    | 여수시                         | 1998년 8월 13일 지정, 2010년 11월 19일 해제, 전라남도 기념물 제244호 지정 |      |
| 205호 |      | 영광불갑사고적급위시답병록 (靈光佛甲寺古蹟及位施沓竝錄)                               | 전남 영광군 불갑면 불갑사로 450                          | 불갑사                         | 1999년 2월 26일 지정                                                      |      |
| 206호 |      | 보성죽천선생문집및유묵목판 (寶城竹川先生文集및遺墨木板)                               | 전남 보성군 겸백면 사곡리 303                            | .                              | 1999년 7월 5일 지정                                                       |      |
| 207호 |      | 강진월남리마애여래불두상 (康津月南里磨崖如來佛頭像)                                   | 전남 강진군 성전면 월남리 산116-2                        | 강진군                         | 1999년 11월 20일 지정                                                     |      |
| 208호 |      | 장성봉정사석조여래입상 (長城鳳停寺石造如來立像)                                       | 전남 장성군 삼계면 신기리 산131번지                      | 봉정사                         | 1999년 11월 20일 지정                                                     |      |
| 209호 |      | 해남방춘정 (海南芳春亭)                                                               | 전남 해남군 계곡면 방춘리 422-1                          | .                              | 1999년 11월 20일 지정                                                     |      |
| 210호 |      | 영암축성암목조나반존자상 (靈巖祝聖庵木造那畔尊者像)                                   | 전남 영암군 삼호면 용당리 1841-1 축성암                  | 축성암                         | 2000년 12월 13일 지정                                                     |      |
| 211호 |      | 광양무등암목조대세지보살좌상 (光陽無等庵木造大勢至菩薩坐像)                           | 전남 광양시 다압면 신원리 산20-1 무등암                  | 무등암                         | 2000년 12월 13일 지정                                                     |      |
| 212호 |      | 나주천동서원묘정비 (羅州泉洞書院廟庭碑)                                               | 전남 나주시 노안면 학산리 57-1                           | 나주시                         | 2000년 12월 29일 지정                                                     |      |
| 213호 |      | 완도신흥사목조약사여래좌상 (莞島新興寺木造藥師如來坐像)                               | 전남 완도군 완도읍 군내리 168-1                          | 신흥사                         | 2000년 12월 29일 지정                                                     |      |
| 214호 |      | 순천선암사측간 (順天仙巖寺厠間)                                                       | 전남 순천시 승주읍 죽학리 802                            | 선암사                         | 2001년 6월 5일 지정                                                       |      |
| 215호 |      | 진도남동리쌍운교및단운교 (珍島南洞里雙雲橋및單雲橋)                                   | 전남 진도군 임회면 남동리 294                            | 진도군                         | 2001년 6월 5일 지정                                                       |      |
| 216호 |      | 진도정유재란순절묘역 (珍島丁酉再亂殉節墓域)                                           | 전남 진도군 고군면 도평리 산117-3외                      | 진도군                         | 2001년 9월 27일 지정                                                      |      |
| 217호 |      | 고흥신호리동호덕고분 (高興新虎里東虎德古墳)                                           | 전남 고흥군 도화면 신호리 239(동호덕마을)                | 고흥군                         | 2001년 9월 27일 지정                                                      |      |
| 218호 |      | 고흥야막리야막고분 (高興野幕里野幕古墳)                                               | 전남 고흥군 풍양면 야막리 461-4 외(야막마을)             | 고흥군                         | 2001년 9월 27일 지정                                                      |      |
| 219호 |      | 나주동곡리고분군 (羅州東谷里古墳群)                                                   | 전남 나주시 다시면 동곡리 산63-10 외(대곡마을, 횡산마을) | 나주시                         | 2001년 9월 27일 지정                                                      |      |
| 220호 |      | 나주장동리고분 (羅州長洞里古墳)                                                       | 전남 나주시 동강면 장동리 68-2 외                        | 나주시                         | 2001년 9월 27일 지정                                                      |      |
| 221호 |      | 담양성월리월전고분 (潭陽聲月里月田古墳)                                               | 전남 담양군 고서면 성월리 379 외(월전마을)               | 담양군                         | 2001년 9월 27일 지정                                                      |      |
| 222호 |      | 담양창평리고분 (潭陽昌平里古墳)                                                       | 전남 담양군 창평면 창평리 647-3 외                       | 담양군                         | 2001년 9월 27일 지정                                                      |      |
| 223호 |      | 담양황금리금구동고분 (潭陽黃金里金九洞古墳)                                           | 전남 담양군 수북면 황금리 77(금구동마을)                 | 담양군                         | 2001년 9월 27일 지정                                                      |      |
| 224호 |      | 담양중옥리중옥고분 (潭陽中玉里中玉古墳)                                               | 전남 담양군 대전면 중옥리 산18외(중옥마을)               | 담양군                         | 2001년 9월 27일 지정                                                      |      |
| 225호 |      | 무안고절리고분 (務安高節里古墳)                                                       | 전남 무안군 무안읍 고절리 1011 외                        | 무안군                         | 2001년 9월 27일 지정                                                      |      |
| 226호 |      | 영암금지리본촌고분군 (靈巖錦池里本村古墳群)                                           | 전남 영암군 시종면 금지리 890-7 외(본촌마을)             | 영암군                         | 2001년 9월 27일 지정                                                      |      |
| 227호 |      | 영암남산리마봉고분 (靈巖南山里馬峰古墳)                                               | 전남 영암군 미암면 남산리 산 5-39 (마봉)                 | 영암군                         | 2001년 9월 27일 지정                                                      |      |
| 228호 |      | 장성영천리고분 (長城鈴泉里古墳)                                                       | 전남 장성군 장성읍 영천리 100                            | 장성군                         | 2001년 9월 27일 지정                                                      |      |
| 229호 |      | 장성유평리부귀동고분 (長城柳平里夫貴洞古墳)                                           | 전남 장성군 삼서면 유평리 441-1(부귀동)                  | 장성군                         | 2001년 9월 27일 지정                                                      |      |
| 230호 |      | 함평진양리화동고분군 (咸平津良里華洞古墳群)                                           | 전남 함평군 함평읍 진양리 산 8-1(화동마을)               | 함평군                         | 2001년 9월 27일 지정                                                      |      |
| 231호 |      | 함평대덕리고양고분군 (咸平大德里高良古墳群)                                           | 전남 함평군 함평읍 대덕리 295-5 외(고양마을)             | 함평군                         | 2001년 9월 27일 지정                                                      |      |
| 232호 |      | 해남용일리용운고분군 (海南龍日里龍云古墳群)                                           | 전남 해남군 북일면 용일리 1008-1 외(용운마을)            | 해남군                         | 2001년 9월 27일 지정                                                      |      |
| 233호 |      | 해남방산리독수리봉고분군 (海南方山里독수리峰古墳群)                                   | 전남 해남군 북일면 방산리 산 67(독수리봉)                | 해남군                         | 2001년 9월 27일 지정                                                      |      |
| 234호 |      | 해남 내동리 밭섬고분군 (海南 內東里 밭섬古墳群)                                       | 전남 해남군 북일면 내동리 산4(외도)                      | 해남군                         | 2001년 9월 27일 지정, 2018년 4월 19일 명칭표기 오자 수정                  |      |
| 235호 |      | 화순관영리고분 (和順貫永里古墳)                                                       | 전남 화순군 능주면 관영리 43                             | 화순군                         | 2001년 9월 27일 지정                                                      |      |
| 236호 |      | 영암고반재및소장고문서일괄 (靈巖考槃齋및所藏古文書一括)                               | 전남 영암군 서호면 청룡리 717,721번지                    | 밀양김씨우남공파종중           | 2001년 12월 13일 지정                                                     |      |
| 237호 |      | 무안식영정 (務安息營亭)                                                               | 전남 무안군 몽탄면 이산리(배뫼) 551외                    | 나주임씨한호공파종중           | 2002년 4월 19일 지정                                                      |      |
| 238호 |      | 고흥소록도자혜의원본관 (高興小鹿島慈惠醫院本館)                                       | 전남 고흥군 도양읍 소록리 711,712                        | 국립소록도병원                 | 2003년 5월 27일 지정                                                      |      |
| 239호 |      | 여수 손죽도이대원사당 (麗水 巽竹島李大源祠堂)                                         | 전남 여수시 삼산면 손죽리 산 1164                        | 여수시                         | 2003년 5월 27일 지정                                                      |      |
| 240호 |      | 여수이량장군방왜축제비 (麗水李良將軍防倭築堤碑)                                       | 전남 여수시 중앙동 509                                   | 여수시                         | 2003년 10월 4일 지정                                                      |      |
| 241호 |      | 장성김인후난산비 (長城金麟厚卵山碑)                                                   | 전남 장성군 황룡면 맥호리 105                            | 울산김씨문정공종중             | 2003년 10월 4일 지정                                                      |      |
| 242호 |      | 장성이진환가옥사랑채［야은재］ (長城李振桓家屋사랑채［野隱齋］)                       | 전남 장성군 장성읍 백계리 478                            | 이진환                         | 2003년 10월 4일 지정                                                      |      |
| 243호 |      | 화순대리석불입상 (和順大里石佛立像)                                                   | 전남 화순군 화순읍 대리 335, 335-15                      | 화순군                         | 2004년 2월 13일 지정                                                      |      |
| 244호 |      | 곡성도동묘안향영정 (谷城道東廟安珦影幀)                                               | 전남 곡성군 오곡면 오지리 446 도동묘                     | 순흥안씨오지리문중             | 2004년 2월 13일 지정                                                      |      |
| 245호 |      | 해남대흥사북미륵암동삼층석탑 (海南大興寺北彌勒庵東三層石塔)                           | 전남 해남군 삼산면 구림리 산9                            | 대흥사                         | 2004년 2월 13일 지정                                                      |      |
| 246호 |      | 해남대흥사만일암지오층석탑 (海南大興寺晩日庵址五層石塔)                               | 전남 해남군 삼산면 구림리 산9                            | .                              | 2004년 2월 13일 지정                                                      |      |
| 247호 |      | 영암이우당 (靈巖二友堂)                                                               | 전남 영암군 덕진면 노송리(송내마을) 302외                | 거창신씨영암종중               | 2004년 2월 13일 지정                                                      |      |
| 248호 |      | 장흥묵촌리의동백림 (長興墨村里의冬柏林)                                               | 전남 장흥군 용산면 접정리(묵촌) 산60-1                   | 이삼모                         | 2004년 2월 13일 지정                                                      |      |
| 249호 |      | 영광묘장영당 (靈光畝長影堂)                                                           | 전남 영광군 묘량면 동삼로1길 21                          | 사단법인 묘장영당사유적보존회  | 2004년 2월 13일 지정                                                      |      |
| 250호 |      | 함평이재혁가옥 (咸平李載爀家屋)                                                       | 전남 함평군 함평읍 함평리 379-2                          | .                              | 2004년 2월 13일 지정                                                      |      |
| 251호 |      | 함평이건풍가옥 (咸平李建豊家屋)                                                       | 전남 함평군 나산면 초포리 659-1                          | .                              | 2004년 2월 13일 지정                                                      |      |
| 252호 |      | 장흥덕암리암각매향명 (長興德巖里巖刻埋香銘)                                           | 전남 장흥군 용산면 덕암리 산2                            | 장흥군                         | 2004년 9월 20일 지정                                                      |      |
| 253호 |      | 무안유산정유적비 (務安遊山亭遺蹟碑)                                                   | 전남 무안군 무안읍 교촌리 130                            | 무안박씨애한정공익경종중       | 2005년 2월 26일 지정                                                      |      |
| 254호 |      | 신안도초고란리석장승 (新安都草古蘭里石長생)                                           | 전남 신안군 도초면 고란리(고란마을) 1631                 | 신안군                         | 2005년 2월 26일 지정                                                      |      |
| 255호 |      | 곡성전화장사지석불좌상 (谷城傳華藏寺址石佛坐像)                                       | 전남 곡성군 죽곡면 당동리 460                            | 곡성군                         | 2005년 7월 13일 지정                                                      |      |
| 256호 |      | 화순운주사거북바위오층석탑 (和順雲住寺거북바위五層石塔)                               | 전남 화순군 도암면 용강리 산8                            | 운주사 주지                    | 2005년 7월 13일 지정                                                      |      |
| 257호 |      | 화순운주사수직문칠층석탑 (和順雲住寺垂直紋七層石塔)                                   | 전남 화순군 도암면 용강리 산36                           | 운주사 주지                    | 2005년 7월 13일 지정                                                      |      |
| 258호 |      | 여수 흥국사팔상전 (麗水 興國寺八相殿)                                                 | 전남 여수시 흥국사길 160(중흥동)                         | 흥국사                         | 2005년 12월 27일 지정                                                     |      |
| 259호 |      | 순천코잇선교사가옥 (順川코잇宣敎師家屋)                                               | 전남 순천시 매산길 53 (매곡동)                           | 순천시                         | 2005년 12월 27일 지정                                                     |      |
| 260호 |      | 담양송진우고택 (潭陽 宋鎭禹 古宅)                                                     | 전남 담양군 금성면 대곡리 541-1                          | 송진한                         | 2005년 12월 27일 지정                                                     |      |
| 261호 |      | 보성봉강리정씨고택 (寶城鳳崗里丁氏古宅)                                               | 전남 보성군 회천면 봉강리 677                            | 정태환                         | 2005년 12월 27일 지정                                                     |      |
| 262호 |      | 광양다압섬진진터석비좌대 (光陽 多鴨 蟾津鎭址 石碑座臺)                                | 전남 광양시 다압면 도사리 135-1 외                       | 광양시                         | 2006년 12월 27일 지정                                                     |      |
| 263호 |      | 광양진월신아리보루 (光陽 津月 新鵝里 堡壘)                                            | 전남 광양시 신아리 산4 외                                | 광양시                         | 2006년 12월 27일 지정                                                     |      |
| 264호 |      | 강진덕호사소장고문서 (康津 德湖祠 所藏 古文書)                                        | 전남 강진군 군동면 덕천리 산111-4 덕호사                 | 평해오씨문중                   | 2008년 4월 11일 지정                                                      |      |
| 265호 |      | 영광남극재소장고문서 (靈光 南極齋 所藏 古文書)                                        | 전남 영광군                                              | 남극재                         | 2008년 4월 11일 지정                                                      |      |
| 266호 |      | 나주기오정 (羅州 寄傲亭)                                                              | 전남 나주시 다시면 회진리 74-1(동촌마을 영산강변)        | 반남박씨찬성공파 종중          | 2008년 4월 11일 지정                                                      |      |
| 267호 |      | 담양호국사목조아미타여래좌상 (潭陽 護國寺 木造阿彌陀如來坐像)                         | 전남 담양군 담양읍 만성리 70 호국사                      | 호국사                         | 2008년 4월 11일 지정                                                      |      |
| 268호 |      | 강진선장리창녕조씨고문서일괄 (康津 仙掌里 昌寧曹氏 古文書 一括)                       | 전남 강진군                                              | 조중환                         | 2008년 8월 5일 지정                                                       |      |
| 269호 |      | 강진 여택정 (康津 麗澤亭)                                                             | 전남 강진군 대구면 수동리 499-1                          | 해남윤씨강회정문중             | 2008년 9월 19일 지정                                                      |      |
| 270호 |      | 장흥탑산사지금동여래입상 (長興 塔山寺址 金銅如來立像)                                 | 전남 장흥군 대덕읍 연지리 산109-20 탑산사                | 탑산사                         | 2008년 12월 26일 지정                                                     |      |
| 271호 |      | 무안화설당 (務安 花雪堂)                                                              | 전남 무안군 청계면 사마리 434-3 (화설당마을)             | 문화유씨화설문중               | 2009년 3월 20일 지정                                                      |      |
| 272호 |      | 장흥백산재 (長興 栢山齋)                                                              | 전남 장흥군 장흥읍 평화리 69번지                         | 장흥위씨도문중                 | 2009년 3월 20일 지정                                                      |      |
| 273호 |      | 영광이란묘비 (靈光 李灤 墓碑)                                                         | 전남 영광군 홍농읍 성산리 산88-49                        | 전주이씨효령대군파병사공난종중 | 2009년 3월 20일 지정                                                      |      |
| 275호 |      | 신안 우이도 유암총서와 운곡잡저 (新安 牛耳島 柳菴叢書와 雲谷雜櫡)                     | 전남 신안군 도초면 우이도리 233                          | 문채옥                         | 2010년 5월 27일 지정                                                      |      |
| 276호 |      | 구례 외산리 하연유적비 (求禮 外山里 河演 遺蹟碑)                                      | 전남 구례군 산동면 외산리 700, 694-9                     | 진양하씨통덕랑대종중           | 2010년 5월 27일 지정                                                      |      |
| 277호 |      | 화순 만연사 선정암 목조 관음보살좌상 (和順 萬淵寺 禪定庵 木造 觀音菩薩坐像)           | 전남 화순군 화순읍 동구리 180 만연사 선정암              | 만연사                         | 2011년 12월 20일 지정                                                     |      |
| 278호 |      | 영광 침류정 (靈光 枕流亭)                                                             | 전남 영광군 불갑면 녹산리 244-4 (녹산로1길 49)           | 고흥 류씨 침류공 문중          | 2012년 10월 26일 지정                                                     |      |
| 279호 |      | 보성 죽곡정사 (寶城 竹谷精舍)                                                         | 전남 보성군 복내면 진척서봉길 86-53(진봉리 187)          | 안동화                         | 2015년 12월 24일 지정                                                     |      |
| 280호 |      | 보성 송간 신도비와 영보재 (寶城 宋侃 神道碑와 永報齋)                                 | 전남 보성군 복내면 진척서봉길 86-53(진봉리 187)          | 안동화                         | 2016년 3월 24일 지정                                                      |      |
| 281호 |      | 곡성 오강사 최익현 초상 (谷城 梧岡祠 崔益鉉 肖像)                                     | 전남 곡성군 오곡면 오지3길 (오지리 434)                  | 오강사                         | 2017년 7월 27일 지정                                                      |      |
| 282호 |      | 해남 노송사 소장 고문서 (海南 老松祠 所藏 古文書)                                     | 전남 해남군 산이면 업자길 18-26 (노송리 376)             | 노송사                         | 2017년 7월 27일 지정                                                      |      |
| 283호 |      | 영광 송촌사 유허비와 고문서 영광 송천사 유허비와 고문서 (靈光 松村祠 遺墟碑와 古文書) | 전남 영광군 군서면 성지로 497 (만금리 471-4)             | 송촌사유적보존회               | 2017년 8월 24일 지정, 2017년 8월 31일 명칭 오자 수정                      |      |
| 284호 |      | 영광 단주리 석탑 (靈光 丹朱里 石塔)                                                   | 전남 영광군 영광읍 단주리 310, 310-2                     | 사유/영광군수                  | 2017년 8월 24일 지정                                                      |      |
| 285호 |      | 함평 자형정 咸平 紫荊亭)                                                              | 전남 함평군 월야면 월야석계길 61(월계리 419)             | 광산김씨남정자형종중           | 2017년 8월 24일 지정                                                      |      |
| 286호 |      | 영암 월산사지 (靈巖 月山寺址)                                                         | 전남 영암군 군서면 월곡리 617-2, 산107-2                 | 월산사                         | 2017년 9월 7일 지정                                                       |      |
| 287호 |      | 함평 보림정사 목조여래좌상 (咸平 普林精舍 木造如來坐像)                               | 전남 함평군 월야면 월야석계길 45-54 보림정사             | 보림정사(주지 보정)            | 2018년 8월 23일 지정                                                      |      |
| 288호 |      | 장흥 김응원 각왜비 (長興 金應遠 卻倭碑)                                               | 전남 장흥군 장흥읍 평장리(금안마을) 602-1                | 경주김씨 두계공파 장흥종중     | 2018년 8월 23일 지정                                                      |      |
| 289호 |      | 고흥 김붕만 선무원종공신녹권과 신위단비 (高興 金鵬萬 宣武原從功臣錄券과 神位壇碑)     | 전남 고흥군 두원면 예회리 108-1                          | 김해김씨 효암공파 종중         | 2018년 8월 23일 지정                                                      |      |
| 290호 |      | 영암 만취재 소장 고문서 (靈巖 晩翠齋 所藏 古文書)                                     | 전남 영암군 서호면 화송송정길 23-2(화송리 59) 만취재     | 김상회                         | 2019년 11월 14일 지정                                                     |      |
| 291호 |      | 장흥 해동사 (長興 海東祠)                                                             | 전남 장흥군 장동면 만수길 25-121(만년리 599)             | 죽산안씨문중                   | 2019년 12월 26일 지정                                                     |      |